# Garífuna (etnia)
Los garífunas o garínagu son un grupo étnico descendiente de africanos y pueblos originarios caribes y arahuacos de varias regiones del Caribe, que principalmente reside en Honduras, Belice y Guatemala, donde hoy su cultura es muy celebrada. También se les conoce como garinagu, indios negros, caribes negros o Black Caribs.   
Se estima que son más de 600 000 los residentes en Honduras, Belice, Nicaragua y Guatemala. El término "garífuna" se refiere al individuo y a su idioma, mientras que garinagu es el término usado para la colectividad de personas, siendo un pueblo establecido después de la llegada de Colón al Nuevo Mundo. Había pequeñas tribus indígenas en distintas islas del Caribe como San Vicente entre otras. Este pueblo se mezcló con los esclavos africanos fugados de los barcos negreros de los ingleses y fueron trasladados a las costas del Caribe centroamericano por los mismos esclavistas a las costas de Honduras.    
En cuanto a lo más destacado de la cultura musical garífuna, esta comunidad afro-caribeña gusta los ritmos enérgicos y cautivadores del tambor y su ritmo. Los garífuna participan en unos peculiares y relativamente competitivos concursos de baile chumba y hunguhungu en los que la mayoría del movimiento gira en torno a una rotación circular de la cadera. Los garífunas también disfrutan de su gastronomía tradicional. Sus platos típicos comúnmente cuentan con plátanos verdes, como la machuca, que combina la fruta en forma de puré con leche de coco, pescado frito y el dharasa, una versión garífuna del tamal que aprovecha la versatilidad de la fruta para lograr un sabor dulce o amargo. Sin embargo, es el ereba (pan de yuca) el alimento básico de la dieta garífuna y se sirve como acompañamiento de la mayoría de las comidas.

## Historia
La versión más conocida del origen de los «caribes negros» (garínagu) es de 1635, cuando dos barcos que llevaban esclavos hacia las Indias Occidentales, naufragaron cerca de la isla de San Vicente. Los esclavos escaparon del barco y alcanzaron la isla, donde fueron recibidos por los caribes, quienes inicialmente los esclavizaron, pero con el pasar de los siglos se mezclaron con ellos e incluso, cuando iban llegando más africanos fugados de las haciendas de los blancos, los caribes (ya caribes negros) les ofrecieron protección. Los matrimonios entre ellos formaron el pueblo garinagu, conocidos hoy como garífuna. Este nombre se derivó de "kalipuna", uno de los nombres usados por los caribes para referirse a ellos. Además de los náufragos africanos, se debe tener en cuenta que los caribes capturaron esclavos en sus luchas contra los británicos y franceses en islas vecinas y muchos de los capturados se fueron insertando en sus comunidades.
Tras la guerra de Independencia de Estados Unidos de Reino Unido, éste obtuvo algunas compensaciones en el tratado de París (1783). Entre ellas, recuperó la soberanía de isla de San Vicente, hasta entonces en manos de Francia. Sin embargo, los caribes se rebelaron contra los ingleses en 1793, en una rebelión liderada por Joseph Chatoyer. La revuelta fracasó en 1796 y  los caribes negros fueron deportados a la colonia británica de Jamaica (actual Jamaica) y luego a la disputada isla de Roatán (Islas de la Bahía, Honduras) para un fallido intento de ocupación. Los británicos los separaron, distinguiendo entre los que tenían más apariencia de indígenas y los que tenían más parecido con los africanos, siendo estos últimos declarados como los "reales" enemigos que debían deportarse mientras que a los otros se les permitió permanecer en la isla. 
Más de 5000 caribes negros fueron deportados, pero solo unos 2500 sobrevivieron al viaje hasta Roatán. Dado que la isla era muy pequeña e infértil para mantener la población, los garífuna solicitaron asilo en el territorio español de la Capitanía General de Guatemala. Un gran número de garífunas pasaron a formar parte de las guarniciones del ejército  de la Capitanía, asentándose a lo largo la costa caribeña centroamericana. Hoy la mayoría de los garífuna se encuentran en el golfo de Honduras y, en particular, al sur de Belice, en la costa de Guatemala (alrededor de Livingston), en la isla de Roatán, en las ciudades costeras de Honduras y Nicaragua, así como en varias ciudades de Estados Unidos .
Los garínagu hablan inglés, español, y garífuna. Los garínagu de Honduras y Guatemala hablan garífuna y español, mientras que los de Belice y de Estados Unidos también hablan inglés como idioma materno. Algunos garínagu estadounidenses suelen tener el inglés como único idioma materno, igual como algunos en Honduras y Guatemala solo hablan español.

## Idioma y cultura

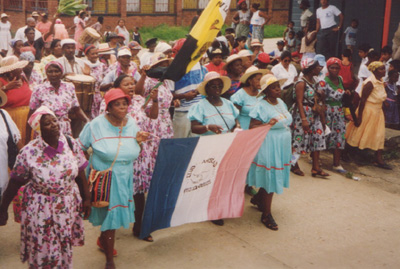
Desfile de garífunas el día de San Isidro, en Livingston (Guatemala).

Los garínagu, a pesar de su nombre caribe (protocaribe *gariphona 'hombres') hablan una lengua de la familia arahuaca, ya que de hecho a la llegada de los europeos existían numerosas comunidades caribeñas donde se hablaban variedades de caribe y arahuaco dentro de la misma comunidad.
Su lengua, el igñeri, presenta influencias en el léxico del francés, el inglés y en algunas regiones del español. Las pocas influencias aisladas de lenguas africanas en el igñeri corresponden sobre todo al yoruba del sur de Nigeria. La tradición religiosa y cultural en estos pueblos tiene origen en el oeste africano.
El idioma garífuna, junto con la danza y la música de esta etnia centroamericana, fue proclamada por la Unesco Patrimonio Cultural Inmaterial de la Humanidad en 2001 e inscrita en 2008 en la Lista representativa del Patrimonio Cultural Inmaterial de la Humanidad. A los garínagu también se les conoce por su estilo de música único, llamado punta. Entre las figuras profesionales más importantes se destacan Andy Palacio y Aurelio Martínez en el ámbito de la música, Salvador Suazo y Wingston González en las letras y el proyecto de mujeres garínagu Umalali. La mayor concentración de los garínagu se encuentra en Honduras, país donde se conmemora el 12 de abril de 1797 como la llegada de afrodescendientes a la zona de Punta Gorda, Roatán, procedentes de la isla de San Vicente.
Parte de su cultura ha sido relatada por el antropólogo brasileño Ruy Coelho en su libro Creencias, rituales y fiestas garífunas.

### Música garífuna
El uso de los tambores es un rol importante en la música de los garínagu. El principal de ella es el segunda (un tambor de bajo). Estos son elaborados generalmente a mano por los garínagu a base de madera, troncos y piel de antílope o venado.
Hay ciertos tipos de canciones que son asociadas con su trabajo, algunas se tocan, otras se bailan y tienen algunas reservadas para rituales de su cultura.
Hay dos estilos principales, la punta y la parranda.
En cuanto a lo más destacado de la cultura musical garífuna, esta comunidad afro-caribeña gusta los ritmos enérgicos y cautivadores del tambor y su ritmo punta. Naturalmente dotados en lo que respecta a la danza, los garínagu también participan en unos peculiares, y relativamente competitivos, concursos de baile chumba y hunguhungu en los que la mayoría del movimiento gira en torno a una rotación circular de la cadera.

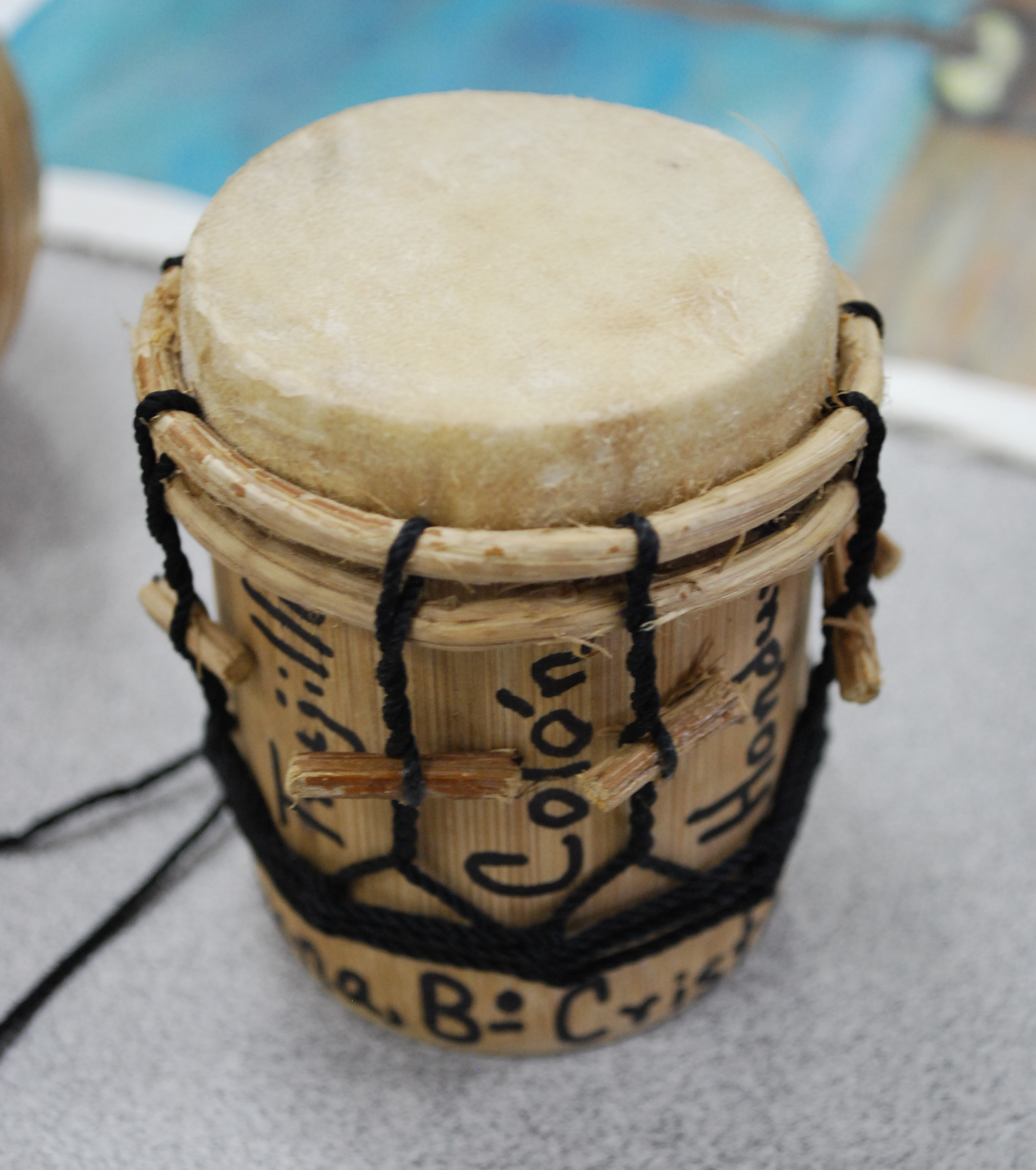
Tambor autóctono.

#### Exponentes notables y destacados
- Aurelio Martínez Honduras - Música
- Ashanty Crisanto Honduras - Cultura/Danza
- Miguel González (boxeador) Honduras - Deportes
- Sofía Blanco Guatemala - Música
- Andy Palacio Belice - Música
- Gilberto Swaso Belice - Historiador
- Deborah David Guatemala - Modelo/Actriz/Cantante

### Himno
Su himno en su lengua, es el  Bufanidira Yurumei Tagueira Wayunagu .